# Federazione di rugby a 15 della Norvegia
La Norges Rugbyforbund (Federazione rugbistica norvegese) è l'organo che governa il rugby XV in Norvegia. Affiliata all'International Rugby Board, è inclusa fra le nazionali di terzo livello senza esperienze di Coppa del Mondo.